# ناحیه زیرتس
ناحیهٔ زیرتس (به مجاری: Zirci járás) یک ناحیه در مجارستان است که در وسپرم واقع شده‌است. ناحیهٔ زیرتس ۳۳۱٫۰۲ کیلومتر مربع مساحت و ۱۹٬۳۸۶ نفر جمعیت دارد.